# Stylochaeton
Stylochaeton es un género de plantas con flores perteneciente a la familia Araceae. Es originario de las regiones tropicales del sur de África. Es el único género de la tribu Stylochaetoneae.

## Taxonomía
El género fue descrito por F.R.M.Leprieur y publicado en Annales des Sciences Naturelles; Botanique, sér. 2, 2: 184. 1834. La especie tipo es:  Stylochaeton hypogaeus Lepr. 

## Especies
- Stylochaeton bogneri
- Stylochaeton kornasii
- Stylochaeton milneanus
- Stylochaeton oligocarpum
- Stylochaeton shabaensis